# 蘇玉霖
蘇玉霖（?—?），廣西省鬱林直隸州人，清朝政治人物、同進士出身。
光緒九年（1883年），参加癸未科殿試，登進士三甲64名。同年五月，著以户部員外郎。